# Carepalxis coronata
Carepalxis coronata là một loài nhện trong họ Araneidae.
Loài này thuộc chi Carepalxis. Carepalxis coronata được William Joseph Rainbow miêu tả năm 1896.